# NGC 5685
NGC 5685 is een elliptisch sterrenstelsel in het sterrenbeeld Ossenhoeder. Het hemelobject werd op 11 mei 1883 ontdekt door de Franse astronoom Édouard Jean-Marie Stephan.

## Synoniemen
- UGC 9403
- MCG 5-34-81
- ZWG 163.87
- PGC 52192